# Maureen O'Harová
Maureen O'Harová, nepřechýleně Maureen O'Hara, rodným jménem Maureen FitzSimons (17. srpna 1920 Ranelagh – 24. října 2015, Boise) byla v mládí irská divadelní herečka, avšak brzy se stala hvězdou americké kinematografie.

## Mládí a Kariéra

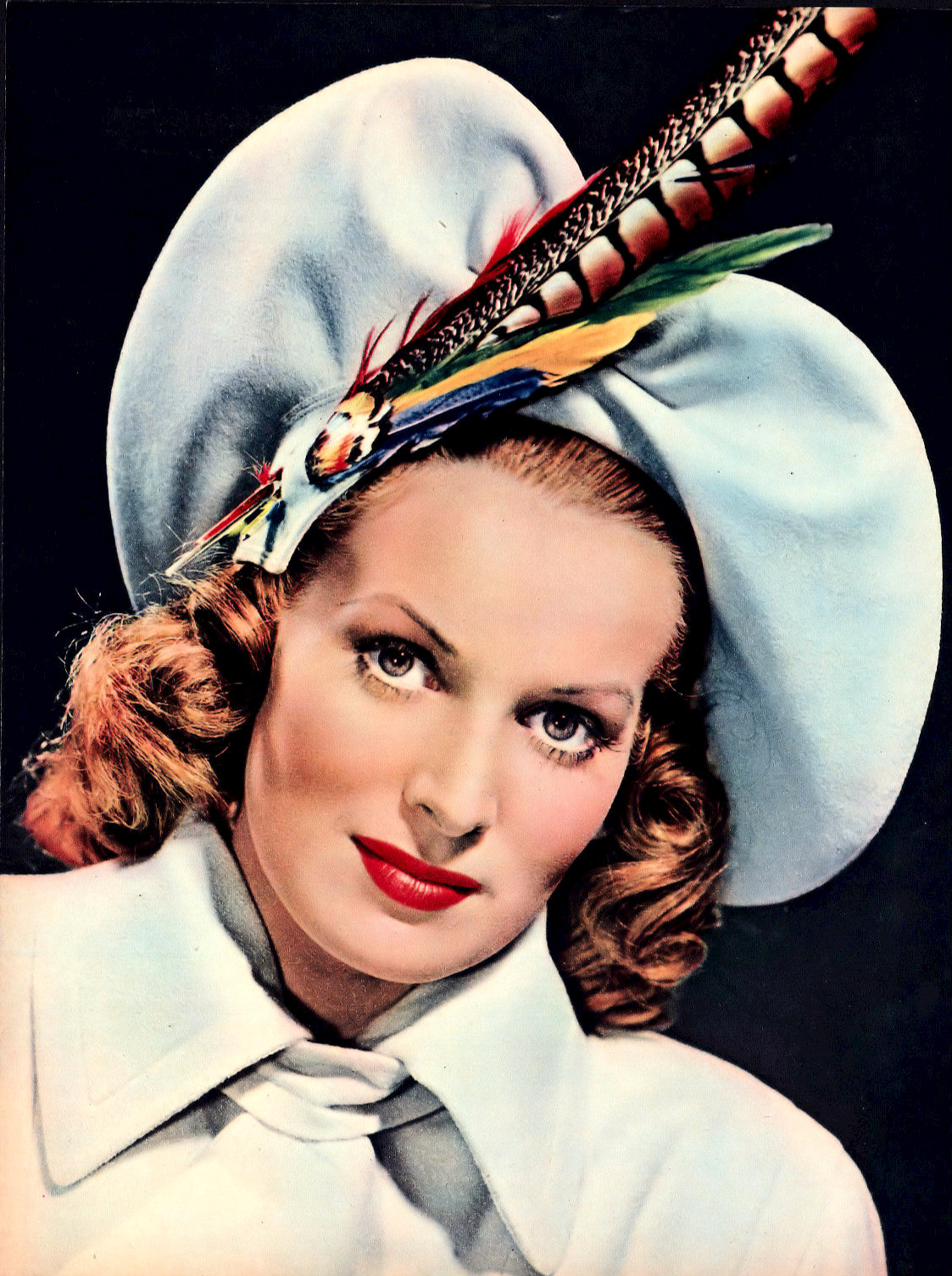
Maureen O'Harová v roce 1947

Narodila se 17. srpna 1920 jako druhá nejstarší ze šesti dětí Charlese FitzSimonse a Marguerite FitzSimonsové (rodným jménem Lilburnová). Její otec pracoval v obchodním domě a byl také spolumajitelem fotbalového klubu Shamrock Rovers FC a její matka byla kontraaltová operní pěvkyně a široce považována za jednu z nejkrásnějších irských žen.
I Maureen již od dětství prokazovala pěvecké i taneční nadání a ráda se také věnovala sportu (především fotbalu). Již v 10 letech vstoupila do divadelní společnosti Rathmines a po několika lekcích začala hrát v amatérském divadle. O 4 roky později však byla přijata dokonce do prestižního divadla Abbey Theatre a v roce 1936 se stala i nejmladší studentkou, která absolvovala na Guildhall School of Music. Na příkaz své matky se také vyučila jako těsnopisec a účetní, žádnou z těchto profesí však nikdy později nevykonávala.
Brzy poté, co vystudovala, jí přišla nabídka na místo hlavní operní pěvkyně v Abbey Theatre, ale Maureen se rozhodla odjet do Londýna, kde se pokusila uplatnit jako herečka. Casting na jež se přihlásila byl však zrušen, ale podařilo se jí udělat dojem na herce a režiséra Charlese Laughtona.
Po souhlasu Maureeniny rodiny se ji Laughtonovi podařilo přesvědčit a v roce 1938 podepsala sedmiletou smlouvu se začínající společností Mayflower Pictures. Téhož roku debutovala v muzikálu Kicking the Moon Around a hned poté i v My Irish Molly, kde však hrála pouze vedlejší role. Právě Laughton se ji usilovně snažil obsadit i do hlavních rolí a poté, co svým druhým filmem udělala velký dojem, se o rok později konečně dočkala i své první hlavní role ve filmu Jamaica Inn (1939), kde si zahrála po boku právě Charlese Laughtona. Snímek však příliš úspěšné recenze nesklidil, ale Maureen byla za své výkony (a krásu) poměrně chválena.
Brzy poté se vrátila zpět do Irska, ale hned nato se spolu s matkou vydala do Hollywoodu, kde pro ni byla přichystána role ve filmu Zvoník od Matky Boží a zároveň se měla stát i novou tváří společnosti RKO Pictures. Film se stal komerčně úspěšným, vynesl 3 miliony dolarů a i Maureen se dočkala zvýšení platu z 80 $ na 700 $ týdně.
Po vypuknutí druhé světové války si uvědomila, že už nemůže natáčet v Londýně, a že zde bude muset zůstat, což ji docela mrzelo, ale v kariéře se rozhodla pokračovat dál. V roce 1940 si zahrála v dramatu Johna Farrowa Bill of Divorcement (1940), které však žádné úspěchy nesklidilo a Farrow ji začal dokonce i sexuálně obtěžovat. Hned poté co mu Maureen dala fyzicky najevo svůj nesouhlas toho však rychle nechal. Své taneční nadání předvedla ve filmu Dance, Girl, Dance (1940) a o rok později se blýskla v muzikálu They Met In Argentina (1941), který se měl stát odpovědí RKO na snímek Down Argentine Way (1940) produkovaný studiem 20th Century Fox. Svůj účel však nesplnil a stal se z něj propadák.
Maureen začala být ze své kariéry čím dál frustrovanější a měla i chuť s RKO zrušit smlouvu. Její agent jí však zařídil roli v romantickém dramatu Johna Forda How Green Was My Valley (1941) a jelikož snímek získal 10 nominací na Oscara, z nichž 3 proměnil, Maureen zahájila s Fordem spolupráci, která nakonec trvala celých 16 let. Studio Fox také koupilo od RKO práva na jeden snímek ročně a pro Maureen to znamenalo v kariéře velký zlom.
Během roku 1942 však musela být hospitalizována v nemocnici Reno, kde jí odstranili slepé střevo i dvě cysty na vaječnících. V kariéře poté pokračovala válečným filmem To the Shores of Tripoli (1942) a dramatem Ten Gentlemen from West Point (1942), po kterém byla kritiky označena jako „Nic víc než krásná brunetka“, což bylo podle většiny všechno, co se od ni očekává.
V roce 1943 natočila svůj poslední snímek s Charlesem Laughtonem pro RKO Porobená země a dál si zahrála ve filmu The Fallen Sparrow (1943). Právě tyto dva snímky jí přidaly na prestiži a pomohly jí dostat se od neustálého střídání rolí v melodramatech a dobrozdružných filmech. Během 40. let se také proslavila jako „Královna Technicoloru“, ale právě onen proces natáčení, při kterém se používají speciální kamery i ultrafialové světlo jí způsoboval zánět oka. Pro většinu lidí však stále zůstávala pouze kráskou a nikdo ji nehodnotil jako talentovanou herečku. 

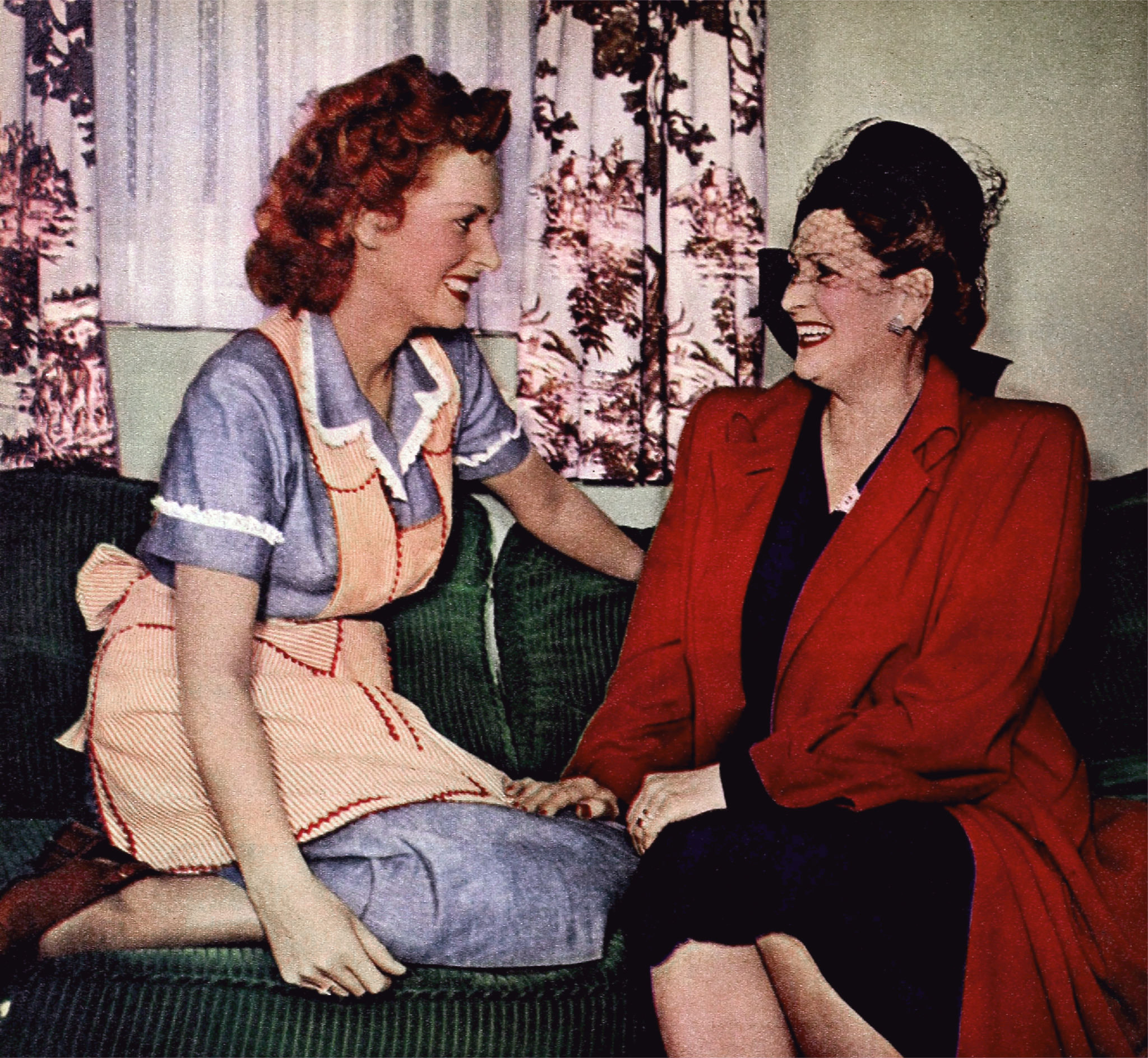
Maureen O'Harová se svou matkou v roce 1948

Během dalších čtyř let natočila dalších 6 filmů (mj. Buffalo Bill (1944), Sinbad the Sailor (1947) či The Homestretch (1947)), ale v roce 1947 už začala být Hollywoodem opět frustrovaná a odjela zpátky rodného Irska. Brzy se však vrátila a ještě téhož roku se objevila ve filmu Zázrak v New Yorku (1947), který se hned poté stal vánoční klasikou. Během natáčení se také spřátelila se začínající herečkou Natalie Woodovou a snímek získal i nominaci na Oscara za nejlepší film.
Do konce dekády natočila ještě 6 dalších filmů, včetně dobrodružného filmu Bagdad (1949), který natočila poprvé pro studio Universal Pictures. Snímek vydělal ohromné množství peněz, což vedlo dokonce k tomu, že studio Universal kompletně odkoupilo její smlouvu s RKO. Během 50. let si zahrála i v několika westernech a v kariéře pokračovala i mnoha dalšími dobrodružnými filmy. Např. snímek Tichý muž vynesl jen v USA skoro 4 miliony dolarů a byl nominován na 6 Oscarů, včetně nejlepšího filmu. Maureen však dosud nezískala ani nominaci, z čehož byla také čím dál více zdrcená. I její přátelské vztahy s Johnem Fordem začínaly pomalu upadat a v roce 1957 s ním ukončila veškerou spolupráci.
Na přelomu 50. a 60. let ve své kariéře začínala také pomalu klesat a v roce 1958 si musela dál čtyřměsíční pauzu, kvůli operaci vyhřezlé ploténky. Během své filmové nečinnosti alespoň zlepšovala své pěvecké schopnosti a po uzdravení se kromě dalších filmů objevila i jako host v několika hudebních show.
Po dalších sedmi snímcích odjela natáčet komedii The Battle of the Villa Fiorita až do Itálie, avšak film se stal kasovním propadákem a Maureen začínala být opět ze své kariéry čím dál více frustrovaná. Po dalších nepříliš úspěších filmech jako Záchrana vzácného plemene (1966) a Velký Jake (1971), ukončila v roce 1972 svou hereckou kariéru.
V roce 1991 se však k filmu znovu vrátila a blýskla se po boku Johna Candyho v romantickém komediálním dramatu Only the Lonely. Brzy po svém návratu do branže také prohlásila: „Dvacet let je poměrně dlouhá doba a překvapuje mě, jak málo se změnilo. Zařízení je nyní sice lehčí a funguje o něco rychleji, ale jen stěží mám pocit, že bych byla někde jinde.“ V kariéře dál pokračovala natáčením filmů spíše pro televizi a jejím posledním filmem se stal Poslední tanec (2000).

## Osobní život

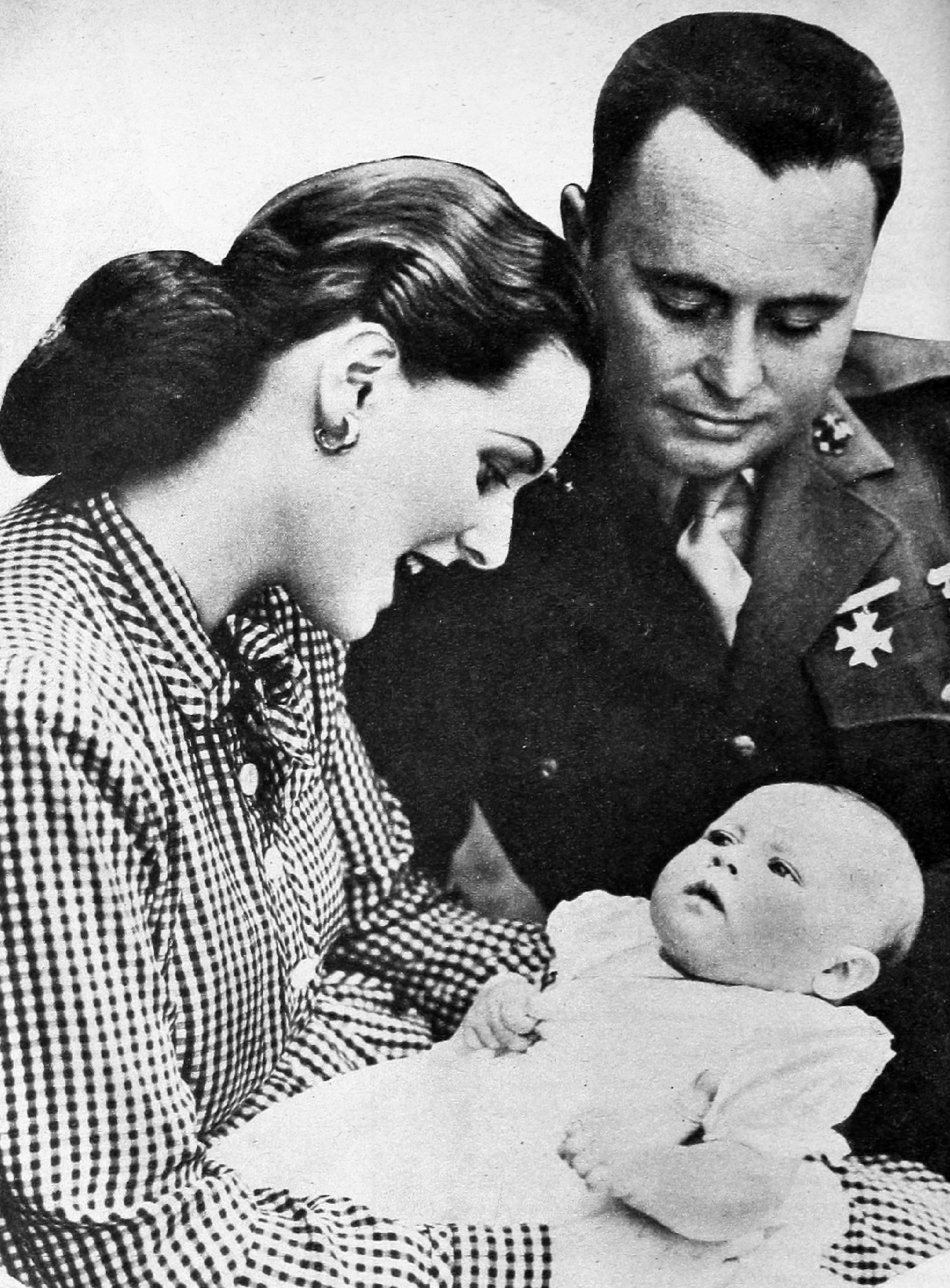
Maureen O'Harová se svým druhým manželem Williamem Houstonem Pricem a dcerou Bronwyn

Již ve svých 19 letech se tajně provdala za anglického filmového producenta a příležitostného scenáristu George H. Browna, se kterým se poprvé setkala na natáčení filmu Jamaica Inn (1939). Vzali se 13. června 1939, krátce před jejím odjezdem do Hollywoodu, ale z důvodu vypuknutí druhé světové války se už nikdy neviděli a jejich manželství bylo v roce 1941 anulováno.
V prosinci téhož roku se provdala za amerického filmového režiséra Williama Houstona Priceho, který kontroloval dialogy při natáčení filmu Zvoník od Matky Boží (1939). Brzy si však uvědomila, že její manžel je alkoholik, ale to už spolu čekali dceru, která se narodila 30. června 1944. Během 40. let jejich manželství neustále upadalo, ale Maureen se stále ostýchala požádat o rozvod, jelikož byla ortodoxní katolička. V červenci 1951 to za ni nakonec udělal její manžel a 29. prosince 1951, na 10. výročí jejich svatby se rozvedli.
Během let 1953–1967 měla Maureen vztah s bohatým mexickým politikem a bankéřem Enriquem Parrou, se kterým se poprvé setkala v restauraci během cesty do Mexika v roce 1951. Kvůli němu se později dokonce začala učit španělsky a i svou dceru zapsala do mexické školy. V roce 1953 se do Mexika také přestěhovala, ale vůči svému novému příteli byla oproti minulému manželi opatrnější. Dokonce si najala detektiva, který měl Enriqua Parru sledovat a zjistit jestli ji nepodvádí a nelže o své bývalé manželce. Nic podobného však nezjistil a Maureen ubezpečil, že jí Parra nelže. Maureenino přítelství v Enriquem však budilo emoce v režisérovi Johnu Fordovi, se kterým Maureen hodně spolupracovala i v jejím bývalém manželovi, který ji 20. června 1955 dokonce zažaloval a požadoval svou dceru do své vlastní péče. Maureen však podala protižalobu a obvinila ho z pohrdání soudem i za to, že neplatí žádné výživné na dítě. A jelikož se Parra, také často vměšoval do záležitostí kolem natáčení, John Ford ho začal nenávidět a během natáčení filmu The Long Gray Line vyjel i na Maureenina bratra: „Pokud se ta vaše kurevská sestra dokáže odtrhnout od toho Mexičana alespoň na chvíli, aby nám udělala malou reklamu, mohl by mít film i šanci na slušné výnosy“.
Dne 12. března 1968 se však provdala za svého třetího manžela, bývalého brigádního generála letectva Spojených států a průkopníka transatlantického letectví Charlese F. Blaira Jr. 4 roky po svatbě také prozatímně ukončila svou hereckou kariéru a chtěla pomoci svému manželovi řídit jeho podnikání. Její manžel však tragicky zahynul v roce 1978 při letu z ostrova Svatý Kříž na ostrov Svatý Tomáš. Maureen byla na jeho počest zvolena generální ředitelkou a prezidentkou jeho letecké společnosti.
Téhož roku také onemocněla rakovinou dělohy, kterou jí však při operaci dokázali odstranit. V tuto dobu rakovina postihla také jejího přítele a známého herce Johna Waynea, který jí však bohužel podlehl. Po jeho smrti v červnu 1979 se psychicky zhroutila a trvalo ještě několik let než se zcela zotavila.
Během 70. a 80. let přestala psát svůj cestovní časopis Virgin Islander a prodala jej společnosti USA Today. Místo psaní tak tráila spoustu času se svou jedinou dcerou Bronwyn a vnukem Conorem (* 1970). V roce 1981 také předala svou leteckou společnost, ale dál se věnovala svému obchodu s dámskými oděvy v Tarzaně. Po zbytek 80. let pobývala hodně i ve vesnici Glengarriff na jihozápadním pobřeží Irska, kde na počest svého zesnulého manžela uspořádala i golfový turnaj.
V roce 1989 její dům zničilo tornádo a krátce poté utrpěla i šest po sobě jdoucích infarktů a musela podstoupit angioplastiku, Po mrtvici v roce 2005 se v Glengarriffu už usadila natrvalo. V září 2012 se však přestěhovala ke svému vnukovi do Idaha a v té době už trpěla i ztrátou krátkodobé paměti i cukrovkou 2. typu.
Maureen O'Harová zemřela 24. října 2015 přirozenou smrtí ve věku 95 let.

## Filmografie

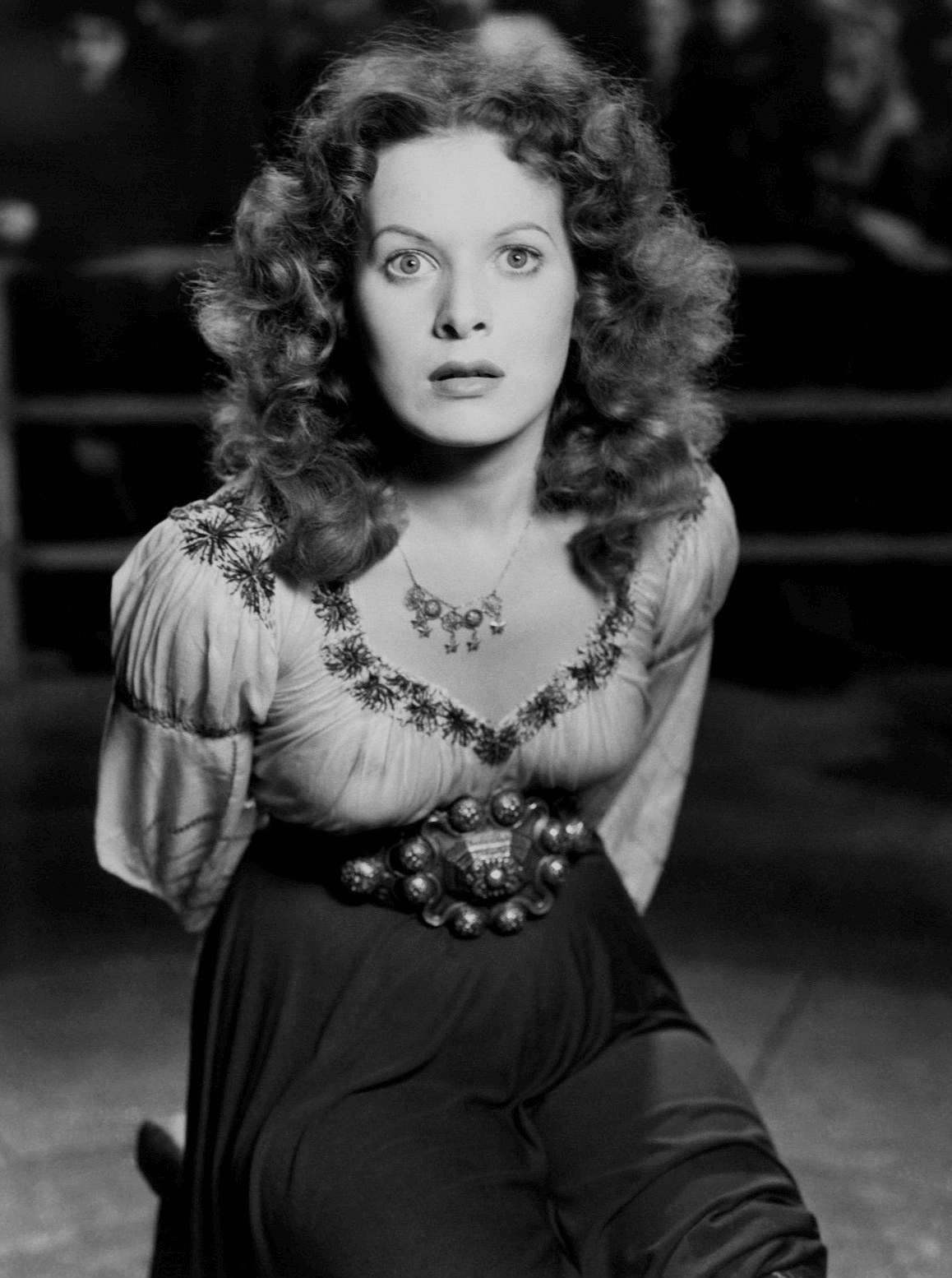
Maureen O'Harová ve filmu Zvoník od Matky Boží (1939)

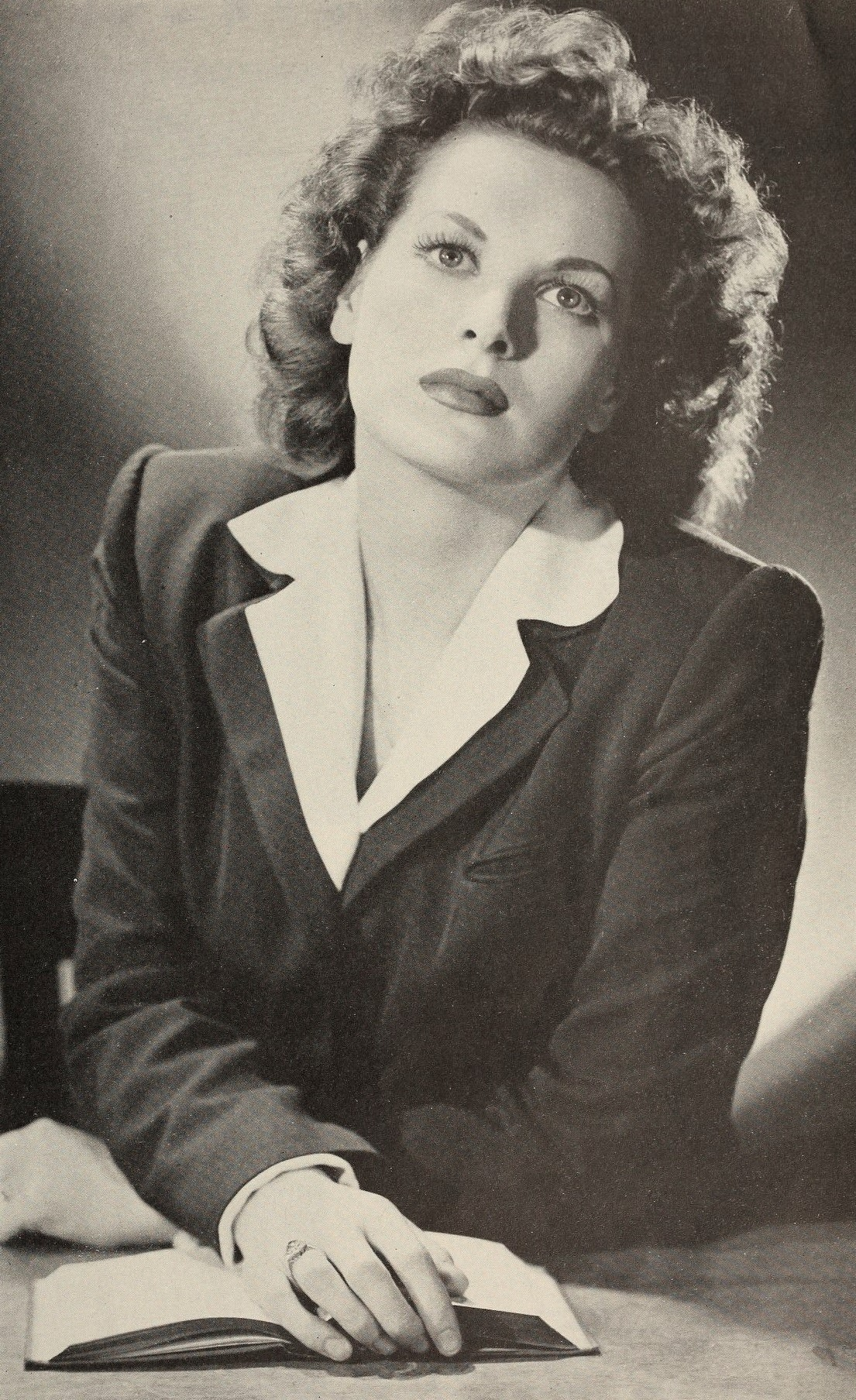
Maureen O'Harová ve filmu Porobená země (1943).

- 1938 Kicking the Moon Around (režie Walter Forde)
- 1938 My Irish Molly (režie Alex Bryce)1939 Jamaica Inn (režie Alfred Hitchcock)
- 1939 Zvoník od Matky Boží (režie William Dieterle)
- 1940 A Bill of Divorcement (režie John Farrow)
- 1940 Dance, Girl, Dance (režie Dorothy Arzner a Roy Del Ruth)
- 1941 They Met In Argentina (režie Leslie Goodwins)
- 1941 Bylo jednou zelené údolí (režie John Ford)
- 1942 To the Shores of Tripoli (režie H. Bruce Humberstone)
- 1942 Ten Gentlemen from West Point (režie Henry Hathaway)
- 1942 The Black Swan (režie Henry King)
- 1943 Immortal Sergeant (režie John M. Stahl)
- 1943 Porobená země (režie Jean Renoir)
- 1943 The Fallen Sparrow (režie Richard Wallace)
- 1944 Buffalo Bill (režie William A. Wellman)
- 1945 The Spanish Main (režie Frank Borzage)
- 1946 Sentimental Journey (režie Walter Lang)
- 1946 Do You Love Me (režie Gregory Ratoff)
- 1947 Sinbad the Sailor (režie Richard Wallace)
- 1947 The Homestretch (režie H. Bruce Humberstone)
- 1947 Zázrak v New Yorku (režie George Seaton)
- 1947 The Foxes of Harrow (režie John M. Stahl)
- 1948 Sitting Pretty (režie Walter Lang)
- 1949 A Woman's Secret (režie Nicholas Ray)
- 1949 Britannia Mews (režie Jean Negulesco)
- 1949 Father Was a Fullback (režie John M. Stahl)
- 1949 Bagdad (režie Charles Lamont)
- 1950 Comanche Territory (režie George Sherman)
- 1950 Rio Grande (režie John Ford)
- 1950 Tripolis (režie Will Price)
- 1951 Flame of Araby (režie Charles Lamont)
- 1952 At Sword's Point (režie Lewis Allen)
- 1952 Kangaroo (režie Lewis Milestone)
- 1952 Tichý muž (režie John Ford)
- 1952 Against All Flags (režie George Sherman)
- 1953 Zrzka z Wyomingu (režie Lee Sholem)
- 1953 War Arrow (režie George Sherman)
- 1954 Malaga (režie Richard Sale)
- 1955 The Long Gray Line (režie John Ford)
- 1955 The Magnificent Matador (režie Budd Boetticher)
- 1955 Lady Godiva of Coventry (režie Arthur Lubin)
- 1956 Lisbon (režie Ray Milland)
- 1956 Everything But the Truth (režie Jerry Hopper)
- 1957 Křídla orlů (režie John Ford)
- 1959 Náš člověk v Havaně (režie Carol Reed)
- 1961 Kumpáni smrti (režie Sam Peckinpah)
- 1961 The Parent Trap (režie David Swift)
- 1962 Mr. Hobbs Takes a Vacation (režie Henry Koster)
- 1963 Spencerova hora (režie Delmer Daves)
- 1963 McLintock! (režie Andrew V. McLaglen)
- 1965 The Battle of the Villa Fiorita (režie Delmer Daves)
- 1966 Záchrana vzácného plemene (režie Andrew V. McLaglen)
- 1970 How Do I Love Thee? (režie Michael Gordon)
- 1971 Velký Jake (režie John Wayne a George Sherman)
- 1991 Sám a sám (režie Chris Columbus)